# Карклинь, Ото
О́то Ка́рклинь (Карклиньш, латыш. Oto Kārkliņš; 21 апреля 1884 года, Гробинский уезд, Курляндская губерния, Российская империя — 12 сентября 1942 года) — латвийский и российский революционер, марксист. Председатель Исколата — первого коммунистического правительства в истории Латвии.

## Семья, революционная деятельность, эмиграция в Швейцарию
Родился в усадьбе недалеко от Дурбена в семье садовника. С ранних лет связал себя с марксистской идеологией, увлёкся революционными настроениями. Вступил в юном возрасте в социал-демократический кружок в Либаве, начал собирать вокруг себя группу единомышленников из рабочего класса. Через некоторое время возглавил социал-демократическую группу рабочих Либавы. Был одним из наиболее ярких и авторитетных марксистских публицистов Либавы. В 1902 году оформил членство в Коммунистической партии Латвии. В партийной среде был известен под псевдонимом «Дарзниекс» («Садовник») в связи с тем, что его отец был садовником. В 1904 году отправился в эмиграцию в Швейцарию, где обосновался в Берне, наладил связи с представителями социал-демократического движения и начал публиковать свои статьи в местной периодике под псевдонимом Интеграл. Находясь в Берне, договорился о начале издания латышской социал-демократической газеты «Sociāldemokrāts».

## Участие в революции 1905—1907 годов
Тайно вернулся в Прибалтийские губернии в 1905 году, после чего установил тесные конспиративные связи с участниками социал-демократического движения. Принимал участие в революции 1905—1907 году в Риге и Прибалтийских губерниях, организовывал рабочие манифестации и массовые митинги. Член Рижского комитета ЛСДРП, созданной в 1904 году; пользовался авторитетом как один из наиболее образованных и грамотных социал-демократов Риги. Был также членом комитетов ЛСДРП Либавы и Митавы.

## Каторга, ссылка
В 1908 году арестован и приговорён к каторге. В 1916 году выслан в Сибирь, в Иркутскую губернию.

## Председатель Исколата
После Февральской революции стал заместителем председателя Рижского совета рабочих депутатов (председателем был Рудольф Эндруп). Вскоре занял должность председателя правления земского совета Лифляндской губернии. Был избран председателем Исколата, первое учредительное собрание которого состоялось 29-30 июля 1917 года. Вскоре после захвата Риги военными подразделениями кайзеровской армии, Исколат отправился в Валку, где состоялись перевыборы руководящего состава, и после того, как председателем был избран Фрицис Розинь, Ото Карклинь занял пост его заместителя. После вынужденной эмиграции Исколата в 1918 году стал членом российского бюро Центрального комитета ЛСДРП. В этом же году в Москве занял должность председателя военно-революционного трибунала.

## Работа в правительстве Советской Латвии в 1919
В январе 1919 года занял должность зампреда советского правительства Латвии — председателем был Пётр Янович Стучка. Также возглавил комитет по труду в этом правительстве. Немного позже руководил последовательно комиссариатом продовольствия и финансов.

## Административная деятельность в 1920-е—1930-е годы
После захвата Риги армейскими формированиями ландесвера 22 мая 1919 года вынужден был отправиться в эвакуацию, оказался в Туркестане, где возглавил революционный совет фронта. В 1920 году занял должность заместителя председателя[уточнить] Средней Азии. Также находился на управленческой работе в Харькове, Омске, Москве, Тбилиси. В 1932 году — заместитель председателя Совета Народных Комиссаров Крымской АССР. В целом занимал важные административные должности в иерархии СССР в 1920-е — 1930-е годы. Был арестован в 1937 году, репрессирован (скорее всего, скончался в тюрьме, по некоторым данным, 12 сентября 1942 года) и посмертно реабилитирован.